# Křídlo velení, řízení a průzkumu Zvolen
Křídlo velení, řízení a průzkumu Zvolen je složka Vzdušných sil Ozbrojených sil Slovenské republiky. Velitelem křídla je od roku 2013 plukovník Miloš Mosný. Křídlo je součástí systému integrované protivzdušné a protiraketové obrany NATO (NATINAMDS).

## Historie
Křídlo je nejmladší složkou slovenských vzdušných sil. Formálně vzniklo 1. dubna 2006 spojením těchto 4 útvarů:
- Centrum řízení vzdušných operací (Zvolen): Centrum vzniklo 5. srpna 1991 spolu s 1. divizí protivzdušné obrany, která byla postupně transformována na 3. sbor letectva a PVO a poté na Vzdušné síly.[1] Součástí centra byla od 1. ledna 2004 i nově vzniklá Skupina taktického leteckého navádění. Skupina se 1. dubna 2006 stala samostatnou součástí Brigády velení, řízení a průzkumu, a to až do jejího přesunutí pod 5. pluk speciálního určení k 1. září 2010.[1]
- Spojovací prapor (Vlkanová): Spojovací prapor vznikl 1. května 1991 pro zajištění úkolů 1. divize PVO. Později byl rozšířením spektra úkolů transformován na brigádu, která zanikla 1. října 2004. K 1. říjnu 2006 byl prapor přejmenován na Spojovací rotu operačního centra Brigády velení, řízení a průzkumu. Rota zanikla 1. července 2009, ale její způsobilosti a role zabezpečení kvalitního a nepřetržitého spojení v pohotovostním systému VzS OS SR, spojení s nadřízenými a podřízenými jednotkami Velitelství vzdušných sil a součinnosti spojení v maximální míře kompatibilní se systémy NATO, zůstaly zachovány.[1]
- Prapor radiolokačních průzkumu (Bakova Jama): Prapor vznikl 1. října 2003 sloučením dvou skupin radiolokačního průzkumu Mierovo a Košice[4] Byl postaven na základech 156. hlásného pluku (založeného v roce 1950) a radiotechnického útvaru (z roku 1976). V roce 2005 byly do praporu začleněny roty radiotechnického průzkumu Prešov a Voderady.[1]
- Prapor podpory velení (Zvolen): Vznikl 1. prosince 1991 pro potřeby 1. divize PVO. Od 1. ledna 2008 existuje jako Rota podpory velení.[1]

Brigáda velení, řízení a průzkumu byla dne 1. září 2015 přeznačena na křídlo, jehož struktura se však ve srovnání s brigádní organizací nezměnila.

## Podřízené útvary
- Velitelství křídla:
  - prapor radiolokačního průzkumu,
  - operační centrum,
  - rota podpory velení VzS,
  - obvaziště.[5]